# Риббон (водопад)
Ри́ббон (англ. Ribbon Fall) — один из самых высоких водопадов в Йосемитском национальном парке (штат Калифорния, США).
Водопад расположен на реке Риббон-Крик, притоке Мерседа. Падает с высоты 491 м со склона Йосемитской долины.